# Sylvia melanothorax
La curruca chipriota (Sylvia melanothorax) es una especie de ave paseriforme de la familia Sylviidae que vive en Chipre y los alrededores del mar Rojo.

## Descripción
Como la mayoría de las especies del género Sylvia presenta dimorfismo sexual en su plumaje. El macho adulto tiene la cabeza negra con bigoteras blancas y el resto de partes superiores gris liso. Sus partes inferiores son grisáceas densamente moteadas en negro, lo que le diferencia del resto de currucas. Las hembras en cambio tienen la cabeza grisácea y las partes inferiores blanquecinas con un ligero moteado oscuro.

## Distribución
Es un ave migratoria que cría en Chipre y se desplaza al sur para pasar el invierno en las costas occidentales del mar Rojo, distribuido por Israel, Jordania, Egipto, Sudán y Eritrea. 
Vive en zonas de matorral seco cercanas a la costa, a menudo en las laderas de los montes. 

## Taxonomía
Forma una superespecie junto a la curruca de Rüppell caracterizada por currucas de garganta oscura, con bigoteras blancas y los bordes de las remiges claros. A su vez están emparentadas con las currucas del Mediterráneo y Oriente medio que tienen el anillo periocular despejado, especialmente con la curruca subalpina, la curruca sarda y la curruca de Menetries. Ambos grupos tienen la zona junto a la mandíbula blanca, aunque no formando una lista en el último. Por encima de este blanco la cabeza de los machos es de tonos oscuros uniformes.

## Comportamiento
Se alimenta principalmente de insectos, aunque también come pequeños frutos.
Anida en los matorrales bajos, donde pone entre 3 y 5 huevos. 